# Близнюки (селище)
Близнюки́ — селище, центр Близнюківської селищної громади Лозівського району (колишній центр Близнюківського району) Харківської області. Як селище засноване в 1957 році.
Населення — 6,0 тисяч жителів (1959), 4,9 тис. жителів (2006), 3,5 тис. жителів (2021)
У Близнюках розташовані залізнична станція, промкомбінат, харчокомбінат, цегельня, маслоробня, промислові артілі, РТС, середня школа, будинок культури.

## Географічне розташування
Через селище проходить залізнична лінія Харків — Ростов-на-Дону, зі станцією Близнюки та автомобільна дорога Т 2113. По цій трасі, на північному заході примикає село Батюшки, на південному сході за 1 км Вільне Друге за 2 км Садове.
Відстань до міста Харків залізницею 170 км, по шосе 170 км.

## Історія
Перша згадка у документах 1863 року, де вказано, що по лівому боці тракту Харків — Ростов закладені два села Близнюки — 1 та Близнюки — 2. Вони розташовувалися за версту один від одного. У них налічувалося 18 дворів та 214 жителів.
1869 року внаслідок побудови залізничної лінії Харків — Ростов тут виникає залізнична станція Надеждине.
1903 року вона згоріла, а за деякий час було збудовано нову станцію і назвали її за схожість до колишньої Близнюки. Згодом так само назвали й селище, котре виросло поблизу станції.
За іншою версією, назва походить від двох степових могил, дуже схожих між собою. Після пожежі станцію назвали на честь цих могил-близнюків.
Під час революційних подій 1905 р. залізничники станції Близнюки влаштували мітинг, на якому підтримали боротьбу робітників. Вони припинили на кілька днів роботу і закликали всіх робітників і селян Близнюків та довколишніх сіл вести боротьбу за свої права. Велику політичну роботу серед залізничників проводив член РСДРП К. Скринник, який у 1908 р. приїхав зі ст. Синельникове. З Катеринослава він привозив нелегальну літературу і розповсюджував її серед люду.
На початку 1905 р. у Близнюках зросла кількість житлових будинків. Було споруджено нові хлібні комори, у 1907 р. два парові млини, олійницю, відкрито кілька крамниць. Близнюки стали важливим пунктом із вивезення зерна та інших сільськогосподарських продуктів до різних міст Російської імперії. У 1909 р. німецькими колоністами, подружжям Гезе, побудовано п'ятиповерховий млин, який після Жовтневого перевороту було націоналізовано. У 1910 р. у Близнюках створено агробазу. Тут можна було взяти на прокат плуг, борону, сівалку, молотарку. Але користуватися цими знаряддями могли лише багатії. Для бідних селян вони були не доступними, позаяк за прокат треба було платити чималі гроші. У 1910 р. було відкрито лікарню. Більшість жителів були неписьменними. У початковій школі, відкритій у 1912 р., навчалися діти лише заможних селян. Через рік у школі налічувалося 30 учнів і один учитель.
1911 р. села Близнюки-1 і Близнюки-2 об'єдналися до одного села. У ньому налічувалося 37 дворів та 351 житель. У період Столипінської реформи у 1911 р. у Близнюках виникли чотири хутори: Фисуни, Дяченки, Осторожки, Саксаганівка.
Події Громадянської війни в Росії та Української революції не оминули і Близнюки. Село переходило з рук до рук. Через Близнюки проходили вояки армії УНР, німецько-австрійські війська, махновці та білогвардійці. У квітні 1918 р. вояки армії УНР зайняли ст. Близнюки. У січні 1919 р. Близнюки були захоплені частинами Червоної армії. Але на початку червня 1919 р. частинами Дроздовської дивізії денікінці захопили Близнюки. У грудні 1919 р. частини Червоної армії встановили в Близнюках радянську владу. Почали створюватися волревком, комітети незаможних селян, комуни.
12 квітня 1923 р. — було утворено Близнюківський район із центром у Близнюках. До складу району ввійшли Рудаївська, Добровільська і Самійлівська волості.
Швидкими темпами починає зростати продуктивність млинів, олійниць, які було реконструйовано та розширено, виникають нові підприємства з переробки сільгосппродукції. Відбулися значні зміни й у культурному житті: було відкрито райсільбуд, бібліотеку, середню школу. У 1924 р. у Близнюках було 35–40 дворів, одна крамниця і млин.
1929 рік став роком створення у Близнюках машинно-тракторної станції (МТС) — для забезпечення успішної колективізації. У 1930 р. у МТС налічувалося 44 трактори. При МТС були організовані курси трактористів. Першим директором був Воровський, потім із 1931 р. — Торбін А., який у 1929 р. був направлений до району для зміцнення керівних кадрів. У травні 1934 р. на садибі Близнюківської МТС було організовано першу районну сільськогосподарську виставку, на якій демонструвалися досягнення колгоспів, окремих селянських господарств, шкіл району. Понад 2000 експонатів були розміщені у відділах рільництва, садівництва, городництва, бджільництва, тваринництва, кустарних виробів тощо.
Селище постраждало внаслідок Голодомору в 1932—1933 роках, кількість встановлених жертв — 37 людей.
У 1935 р. у Близнюках споруджено нову лікарню з пологовим відділенням, дитячою консультацією, поліклінікою, санітарною станцією. У поліклініці відкрито рентгенівський і зубний кабінети, обладнані найновішою (на той час) медичною апаратурою. Медичну допомогу надавали шестеро лікарів та сім спеціалістів із середньою медичною освітою. За роки перших п'ятирічок зросла промисловість. Працювали молокозавод, цегельня, райпромкомбінат і райхарчоблок. Зросло число робітників і службовців. Споруджено новий Будинок культури, середню школу, приміщення ветлікарні, райконтори, райспоживспілки, а також універмаг, продовольчі крамниці, санітарну станцію.
У 1939 р. населення Близнюків становило 2276 осіб. До 1941 р. на території Близнюків було чотири хутори: Саксаганівка, Дяченки, Фисуни, Осторожки, вулиці: Орджонікідзе (нині Ювілейна), Жовтнева (нині Сонячна), Пушкіна, Куйбишева (нині Виноградна), Зелена (нині Ткаченка), Богдана Хмельницького, Шевченка, Радянська (нині Свободи).
Радянські війська відступили з Близнюків 12 жовтня 1941 року. Близнюки окупували німецько-нацистські війська. З місцевого населення почали набирати допоміжну поліцію. Її членами здійснювався грабунок людей: забиралося зерно, харчі, майно, збрую, коней тощо на благо німецької армії.
Близнюки були звільнені у січні 1943 р. Але у лютому німці знову захопили село.
На світанку 16 вересня 1943 р. до Близнюків увірвався танк молодшого лейтенанта Ніколенка Я. Н. з 31-ї Барвінківської окремої ордена Кутузова 2-го ступеня танкової бригади на чолі з генерал-лейтенантом Бурдовим Д. М. Воїни 35-ї Лозівської Червонопрапорної стрілецької дивізії генерал-майор Кулагін І. Я., 25-ї гвардійської Чапаєвської стрілецької дивізії генерал-майор Шафаренко П. М. і 60-ї гвардійської стрілецької дивізії генерал-майор Монахова Д. П. визволили Близнюківський район від німецько-нацистських загарбників.
З 1943 р. у Близнюках почала працювати лікарня, школа, МТС. Створено підприємства з виробництва цегли і черепиці, відкрито декілька столярних майстерень і ковалень. Наприкінці 1943—на початку 1944 рр. промислові підприємства почали випускати першу продукцію. У 1944 р. відновлено приміщення будинку культури. Цього ж року поновила свою роботу районна газета «Соціалістичні лани».
На кінець 1947 р. промислові підприємства Близнюків були не тільки повністю відновлені, але й значно перевищили довоєнний рівень виробництва. Наступного року від Лозівської ТЕЦ до Близнюків було проведено лінію електропередачі, що значно поліпшило енергопостачання підприємств. У післявоєнний період зросла роль місцевих рад, у тому числі й Близнюківської сільради, як місцевих органів державної влади. Близнюківська сільрада брала активну участь в соціалістичному змаганні сільських рад у всіх галузях господарства та соціально-культурного будівництва на селі, в організації та проведенні виборів до рад усіх рівнів. Помітне пожвавлення діяльності Близнюківської сільради, як і інших місцевих рад, відбулося після виборів до місцевих рад депутатів трудящих, що відбулися у грудні 1947 р.. Сільська рада на цих виборах наповнилася десяткам народних обранців, які очолили загальну народну боротьбу за відродження економіки та культури Близнюків, сіл сільради та району, за його подальший всебічний розвиток.
Поряд із розширенням промислових підприємств і відродженням цегельного заводу, розгорнулося велике індивідуальне житлове будівництво. Як наслідок, з'явилися нові вулиці: Тельмана (нині Дружби), Сталіна (перейменована на вул. Миру), Карла Маркса (нині Вишнева), Ватутіна та ін. У березні 1949 р. відновила роботу бібліотека, у якій налічувалося три тисячі книг. У 1950 р. радіофікований райцентр і ще 9 сіл — 778 радіоточок з протяжністю радіоліній 46 км. У травні 1953 р. у Близнюках відкрито стадіон добровільного спортивного товариства «Колгоспник», побудованого методом народної будови. Близнюки розширилися та поліпшилися, у великих масштабах також ішло індивідуальне будівництво. Тепер повністю забудовані вулиці Фрунзе (нині Бузкова), Польова, Підгорна, Ворошилова, Челюскінців та ін., які до минулих виборів були у заділлі. З'явилася вулиця Крупської (нині Краєвидна), де спорудили собі будинки механізатори Близнюківської МТС. Село збагатилося новими культурно-освітніми закладами. Відкрито дитячу бібліотеку, побудовано дитсадок, розширено дитячі ясла, капітально полагоджено шкільні приміщення. Закладено парк культури та відпочинку. Зросла торговельна мережа. У центрі села з'явилися крамниці з продажу культтоварів, продуктова крамниця та раймаг.
У червні 1957 р. Харківська обласна рада своїм рішенням віднесла Близнюки до категорії селищ міського типу. Село Інтернаціональне було приєднано до Близнюків, а Садове перейменували в селище робітничого типу у складі Близнюківської селищної ради депутатів трудящих.
Після того, як у 1959 р. Лукашівську сільраду приєднали до Близнюківської селищної ради, до її складу входили вже 10 населених пунктів: Близнюки, Садове, Інтернаціональне (нині Батюшки), Миролюбівка, Ганно-Рудаєве, Водяне, Лукашівка, Всеволодівка, Дмитрівка, Ладне. На той час Близнюківська селищна рада була найбільша в районі. У ній проживало 7529 чоловік. Після реорганізації МТС, утворено об'єднання «Сільгосптехніка», яке перетворилося у справжнє механізаторське містечко. Усі будівлі тут цегляні, споруджені за типовими проектами. До послуг ремонтників — клуб, бібліотека, їдальня, крамниця. Навколо садиби закладено сад. Тут працювало 220 чоловік.
У 1958 р. збудовано нову лікарню. На початку 1950-х рр. на Близнюківщині у повній потужності працював маслозавод. Масло з Близнюківського маслозаводу моряки з торговельного флоту «зустрічали» в одному з африканських портів. Утворився харчокомбінат, хлібозавод. У Близнюках розташовано радгосп з відгодовування великої рогатої худоби, свиней, овець та кролів. Він створений у 1948 р. на базі заготскоту. Це господарство мало понад 180 гектарів орної землі, 4 трактори, 3 комбайни, 2 автомашини, зерносховище, тваринницькі ферми.
У 1958 р. у Близнюках було відкрито Будинок піонерів. При ньому стали працювати три гуртки: «Юний технік», «Авіамодельний», «Радіо», у яких упродовж багатьох років навчалися школярі. Роботи гуртківців посідали призові місця на обласних, республіканських і всесоюзних виставках. Чинний макет «Автоматична дослідницька станція на Місяці» одержав Диплом III ступеня Всесоюзної виставки досягнень народного господарства СРСР, а його виконавці були нагороджені медалями «Юний учасник ВДНГ СРСР» та іменними наручними годинниками. Учнями гуртка «Юний технік» було виготовлено двомісні аеросани, на яких вони у вихідні дні взимку їздили територією летовища. Керівником гуртків до цього часу залишається Остополець Б. І.
У 1959 р. встановлено пам'ятник радянським воїнам і партизанам, що загинули у роки німецько-радянської війни за визволення Близнюків.
Селище було повністю електрифіковане і радіофіковане. У 1959 р. запрацювала телефонна станція. У 1960 р. створено міжколгоспбуд, який здійснював великий обсяг будівельних робіт в селищі та колгоспах району, побудувавши десятки тваринницьких ферм, житлових і виробничих приміщень. У 1964 р. близнюківські будівельники посіли третє місце в області серед міжколгоспних будівельних організацій.
У січні 1963 р. було ліквідовано Близнюківський район, а його територія ввійшла до Лозівського району, а через два роки згідно з указом президії Верховної Ради УРСР знову було створено Близнюківський район із центром у Близнюках — селищем міського типу.
У 60-х рр. у селищі споруджено нові житлові будинки, баню, перукарню, новий готель, почали розсаджувати парки, клумби, заасфальтували 18 км тротуарів. Довжина вулиць селища досягла 35 км. На кожній із них було електроосвітлення. Своє дозвілля мешканці Близнюків проводили у районному Будинку культури, у якому працював драматичний, танцювальний, хоровий, музичний та ін. гуртки. З нагоди 20-х роковин Перемоги у 1965 р. М. О. Гонтаренка посмертно нагороджено орденом Вітчизняної війни. Вшановуючи пам'ять юних захисників Вітчизни у селищі було названо вулиці на честь Героя Радянського Союзу Петра Ткаченка, керівника підпільної комсомольської групи М. О. Гонтаренка, партизанів та підпільників В. Складнєвої, Г. Суліми, В. Васильченко, Ю. Старостіна, П. Бруславця, А. Торбіна.
У 1965 р. було покладено початок масштабному житловому будівництву. Первістки-два 16-квартирні будинки і гуртожиток на 100 чоловік у північно-східній частині селища. Від них і веде свій «родовід» житловий масив, який у народі стали називати «Черемушками». Тоді ж почали споруджувати поліклініку при райлікарні, дещо пізніше — інші корпуси лікарняного містечка.
У 1970-х рр. у Близнюках, крім житлового масиву «Черемушки», споруджувалися районний Будинок культури (1973 р.), нові корпуси школи, комбікормовий завод з житловими будівлями і побутовими приміщеннями, зводилися будівлі різних організацій та підприємств, установ, повним ходом ішло індивідуальне будівництво, виростали нові вулиці, прокладали тротуари тощо.
Наприкінці 80-х рр. XX ст. у СРСР почалося «духовне потепління». Настав той момент, коли могла здійснитися мрія про відкриття Божого храму в селищі. І ця мрія здійснилася. Групою вірян людей було придбано невеличкий будиночок, який був реконструйований в молитовний будинок і зареєстрований як прихід. Завдяки клопотанням отця Дмитрія, настоятеля Панютинського Покровського храму й отця Андрія, який на той час був благочинним, 16 червня 1989 р. у Близнюках відбулася перша архієрейська літургія й архієпископ Харківський і Богодухівський Іриней освятив храм.
1 травня 1993 р. офіційно, урочисто відзначали 90-річчя Близнюків. Хоча тут підкреслювали, що 110 років тому, себто у 1883 р. засновано станцію Надеждино, а ще раніше 1863 р. згадувалося, що на трасі від Харкова до Ростова на 163-й версті є поселення Близнюки І та Близнюки II. Однак тоді вважалося, що день офіційного заснування селища — 30 квітня 1903 р. і для проведення різних урочистих заходів виділили 100 тисяч карбованців. У 1993 р. до району проведено природний газ, під'єднано дев'ять підприємств, 8 хлібопекарень, 12 олійниць, 6 млинів, 4 круподерні.
За даними 1993 р. у Близнюках налічувалося 5700 жителів. На той час було прокладено 33 км доріг із твердим покриттям та більш як 20 км тротуарних доріжок, підведено газ до котелень «Черемушки» та «Віри Складнєвої», зведено перші чотириповерхові будинки. А ще до селища прийшла дніпровська вода.
Селищна рада на чолі з головою В. Г. Грищуком подбала про те, щоб кожна сім'я, окрім присадибної ділянки, мала в своєму розпорядженні ще не менше 15 соток землі для вирощування городини. До 250 гектарів землі вже розподілили жителям селища для вирощування городини і зробили запаси на зиму.
Традиційними стали суботники з упорядкування вулиць селища. Активно розвивалося приватне підприємництво. Особливою популярністю серед населення користувалися такі фірми: «Надія», «Гарантія», «Базис», «Стимул». Вони були джерелом поповнення бюджету і перераховували кошти до селищної ради на благодійні заходи. Попри всі економічні негаразди, на повну потужність працювали маслозавод і комбікормовий завод.
23 грудня 1996 р. десята сесія Близнюківської селищної ради народних депутатів XXII скликання вирішила розширити межі Близнюків, включивши 60 гектарів земель запасу до меж селища Близнюки, у зв'язку з тим, що їх використано під забудову житлових будинків, підсобних споруд та гаражів. За пропозицією топонімічної комісії на забудованій території дано назву вулиць. Одну з таких названо іменем Миколи Олександровича Добровольського — залуженого лікаря УРСР. 26 квітня 1997 р. у райцентрі відкрито знак «Пам'яті Чорнобиля», як вічна шана і повага до тих, кого чорним крилом зачепило лихо Чорнобиля.
У 2003 р. голова Близнюківської селищної ради М. І. Савченко доклав багато зусиль і до 60-річчя визволення Близнюків у центрі селища в урочистій обстановці було відкрито пам'ятник Т. Г. Шевченку. У цьому ж році Близнюківська загальноосвітня школа отримала статус ліцею селища Близнюки.
У 2006 р. головою Близнюківської селищної ради було обрано Геннадія Степановича Короля. За останні десятиліття Близнюки змінюються просто на очах. Вирішено питання водогону, полагоджено привокзальну площу, проведено газифікацію вулиць та с. Садове, споруджено дитячі майданчики, створено ОСББ у багатоквартирних будівлях.
16 лютого 2016 року рішенням V сесії VII скликання Близнюківської селищної ради було остаточно перейменовано 25 вулиць, провулків населених пунктів ради. З переліку вулиць, що підлягають перейменуванню виключено вул. Челюскінців у смт Близнюки.

## Економіка
- Основна сільськогосподарська спеціалізація району — землеробство (озима пшениця, соняшник, кукурудза) і молочно-м'ясне тваринництво.
- Товарне сільськогосподарське виробництво.

## Культура
- Центр надання культурних послуг з осередками у старостинських округах.
- Бібліотеки.

## Кулінарія
Кулінарною фішкою селища є варення з перців. Усі інгредієнти місцеві, близнюківські: перці, часничок, мед, духмяні трави. Насамперед варто спробувати варення з червоного перцю: воно солодке, але з гірчинкою, трошки полум’яне. 

## Персоналії
- Безбатько Віталій Олександрович (1970—2014) — сержант Збройних сил України, учасник російсько-української війни;
- Топчій Микола Миколайович (1973—2014) — льотчик, загинув при виконанні бойових обов'язків, під час АТО.
- Граф Микола Феліксович Сумароков-Ельстон (1861—1908) — володів частками землі у с. Добровілля
- Курган feat. Agregat (з 2014) — український хіп-хоп гурт.